# Anil Kumar Agrawal
Anil Kumar Agrawal (ur. 6 czerwca 1964 w Lucknow, Indie, zm. 12 marca 2021 we Wrocławiu) – polski chirurg, profesor nauk medycznych, profesor zwyczajny w II Katedrze i Klinice Chirurgii Ogólnej i Chirurgii Onkologicznej Uniwersytetu Medycznego im. Piastów Śląskich we Wrocławiu, menedżer ochrony zdrowia.

## Życiorys
Urodzony 6 czerwca 1964 roku w Lucknow w stanie Radżastan w Indiach. Syn Kailash Chandra Agrawal, profesora filologii z Agra University. W 1981 roku ukończył naukę w Maharaja Agresen Inter College w Indiach, a następnie w latach 1981–1985 odbył studia magisterskie na kierunku chemii organicznej w Agra University. W 1985 roku uzyskał stypendium rządu Polski i ukończył studia w Studium Języka Polskiego w Łodzi (1986), a następnie na Wydziale Lekarskim Akademii Medycznej we Wrocławiu (1992) uzyskując dyplom lekarza medycyny. W latach 1992–1993 odbył staż podyplomowy w Akademii Medycznej we Wrocławiu, a następnie uzyskał stypendium RP i rozpoczął pracę na stanowisku asystenta w Klinice Chirurgii Ogólnej i Chirurgii Onkologicznej Akademii Medycznej we Wrocławiu. W 1995 roku uzyskał stopień doktora nauk medycznych na podstawie rozprawy doktorskiej pt. „Ocena współzależności ekspresji markerów molekularnych (p53 I c-erbB-2), obrazu klinicznego i struktury histologicznej raka gruczołu piersiowego”, której promotorem był prof. dr hab. Bogdan Łazarkiewicz. Rozprawa doktorska została nagrodzona nagrodą Rektora Akademii Medycznej. W 1995 roku uzyskał specjalizację pierwszego stopnia z chirurgii ogólnej, a w 1999 roku specjalizacją drugiego stopnia. W latach 2000–2001 pracował na stanowisku konsultanta chirurgicznego S. R. Medical Institute & Research Centre w Indiach. Od 2001 roku pracował na stanowisku starszego asystenta Kliniki Chirurgii Ogólnej Państwowego Szpitala Klinicznego nr 1 we Wrocławiu, a od 2003 roku na stanowisku adiunkta II Katedry i Kliniki Chirurgii Ogólnej i Chirurgii Onkologicznej w Uniwersyteckim Szpitalu Klinicznym we Wrocławiu. W 2012 roku uzyskał stopień doktora habilitowanego nauk medycznych na podstawie rozprawy habilitacyjnej pt. „Prognostyczne znaczenie receptorów androgenowych na komórkach raka gruczołu sutkowego”. Od 2013 roku do roku 2019 zatrudniony na stanowisko profesora nadzwyczajnego II Katedry i Kliniki Chirurgii Ogólnej i Chirurgii Onkologicznej we Wrocławiu. W listopadzie 2019 r. został mianowany profesorem nauk medycznych przez Prezydenta RP. 

## Działalność naukowa
Autor i współautor blisko 200 publikacji i doniesień naukowych w dziedzinie medycyny. Współtwórca 6 patentów, w tym 2 międzynarodowych w dziedzinie medycyny.  

### Członek towarzystw naukowych
- Towarzystwo Chirurgów Polskich
- Polskie Towarzystwo Chirurgii Onkologicznej
- European School of Oncology
- The Asociation of Surgeons of India
- Indian Association of Surgical Oncology
- Polskie Towarzystwo Anatomopatologów
- Deutsche Gesellschaft für Hyperthermie e.V.

### Nagrody
- 2018 – Złoty medal podczas Międzynarodowej Wystawy Wynalazków IENA w Norymberdze[10]
- 2018 – Złoty medal podczas Międzynarodowej Warszawskiej Wystawy Wynalazków IWIS
- 2016 – Za wszechstronną działalność naukową i dydaktyczną odznaczony Złotym Krzyżem Zasługi przez Prezydenta RP[11]
- 2015 – Nagroda Rektora za ważne i twórcze osiągnięcia w pracy naukowej
- 2010 – Za wszechstronną działalność naukową i dydaktyczną odznaczony Brązowym Krzyżem Zasługi przez Prezydenta RP
- 2003 – Zespołowa nagroda Ministra Zdrowia za wydanie podręcznika "Zarys Chirurgii"
- 1995 – Nagroda Rektorska za rozprawę doktorską

## Życie prywatne
26 czerwca 1989 roku Anil Agrawal poślubił lekarkę, ginekolożkę, dr n. med. Preeti Agrawal, z którą miał troje dzieci – córkę Akankshę (ur. 1990) oraz synów Siddarth Agrawal (ur. 1993) i Anadi Agrawal (ur. 2000).